# 石川沙絵
石川 沙絵（いしかわ さえ）は日本のイラストレーター。

## 作品リスト

### テレビアニメ
- 黒神 The Animation（2009年、キャラクター衣装デザイン・SDキャラクターデザイン）

### 小説挿絵
- ブランデージの魔法の城シリーズ（橘香いくの著・コバルト文庫）
- 逆理の魔女（雪野静著・スーパーダッシュ文庫）
- 新米修祓師退魔録シリーズ（小柴叶著・B's-LOG文庫）
- ダブル・エンゲージシリーズ（渡海奈穂著・一迅社文庫アイリス）
- 戦国恋姫伝シリーズ（菅沼理恵著・角川ビーンズ文庫）
- ラズベリーキスで目覚めてシリーズ（彩里美月著・コバルト文庫）
- 黒の輪舞曲〜ヴェールの姫君、虚飾の王子〜（バーバラ片桐著・さらさ文庫）
- 悪魔が来たりて恋を知る（小野上明夜著・一迅社文庫アイリス）
- 新婚魔女姫の初恋 猫王子にあまのじゃくなキスを （宮瀬ユウ著・一迅社文庫アイリス）
- デビルズナイト（浅海ユウ著・スターツ出版）
- 3日目東館のマホウ（佐藤ちはや著・講談社ラノベ文庫）

### イラスト
- 「四季（春）」（ガンガンONLINE2009年4月2日）
- 萌酒「中野姉妹大吟醸」（花春酒造）…会津藩の婦女隊を率いた中野竹子と中野優子の姉妹のパッケージイラスト

### 漫画
- にちぶっ!（『月刊少年シリウス』2017年1月号 - 2018年5月号→『水曜日のシリウス』2018年5月2日 - ）